# Tawatuj (osiedle)
Tawatuj (ros. Таватуй) – osiedle w Rosji, w obwodzie swierdłowskim, w rejonie niewjańskim. W 2010 liczyło 439 mieszkańców.